# Pomponius Mela

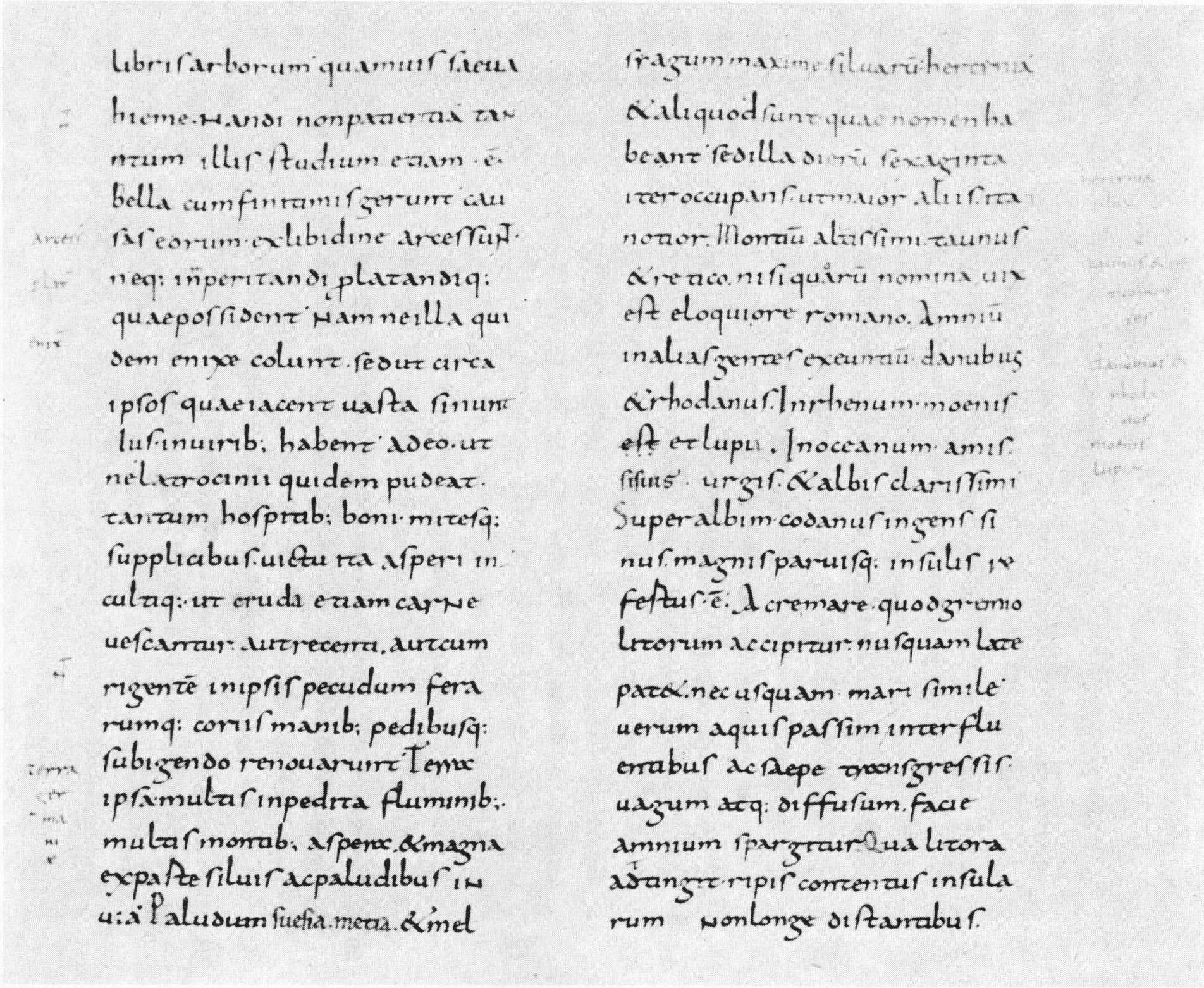
Melas Chorographia in der Handschrift Rom, Biblioteca Apostolica Vaticana, Vaticanus lat. 4929 (10. Jahrhundert)

Pomponius Mela war ein römischer Geograph und Kosmograph der Antike aus Tingentera am Nordufer der Straße von Gibraltar. In den Jahren 43–44 n. Chr., also in der frühen römischen Kaiserzeit, verfasste  er eine Beschreibung der damals bekannten geographischen Welt. Deren Titel ist De chorographia libri tres, Cosmographia oder De situ orbis.

## Werk

So etwa soll sich Pomponius Mela die Welt vorgestellt haben.

Melas Werk gilt als das älteste geographische Werk, das auf Latein geschrieben wurde. Es ist aus über einhundert Handschriften und späteren Ausgaben nebst Erweiterungen bekannt. Unter anderem ließen sich Francesco Petrarca und Giovanni Boccaccio Abschriften anfertigen. Es wurde von Gelehrten und Wissbegierigen von jeher hochgeschätzt, denn in Melas Werk werden viele Örtlichkeiten, wie der Taunus, Trier, der Main, Teile des Bodensees und Skandinavien, Gebirge und Flüsse das erste Mal erwähnt. Mela beschreibt eine Schiffsreise, auf der er topographische Einzelheiten erklärt, Sehenswürdigkeiten und Inseln schildert. Er berichtet realistische Details aus Fauna und Flora, in der aber auch phantastische Fabelwesen auftauchen, er stellt die Bewohner einzelner Gegenden vor, und erzählt ihre Geschichte, von ihren Bräuchen und den verschiedenen Religionen, vor allem rund um das Mittelmeer.
Melas Darstellungen beziehen sich in erster Linie auf ältere, hauptsächlich griechische Quellen wie von Homer, Hanno und Cornelius Nepos.
Im Zeitalter der Entdeckungen wurde Melas Werk als sehr bedeutend eingeschätzt, so dass unter anderem der Leibarzt und Astronom des Königs Manuel von Portugal, Joan Faras, eine spanische Übersetzung für die Expedition nach Brasilien anfertigen ließ. Der Entdecker Brasiliens Pedro Álvares Cabral besaß ebenfalls eine mit vielen handschriftlichen Anmerkungen versehene lateinische Ausgabe von Melas De chorographia, die 1498 in Salamanca erschienen war.
Die Schrift von Pomponius Mela wurde später auch als De situ orbis bezeichnet.

## Ausgaben und Übersetzungen
- Cosmographia Pomponij Mele Authoris nitidissimi Tribus Libris digesta. Nürnberg 1512.
- De orbis situ: libri tres. Cum commentariis Ioachimi Vadiani. Christian Wechel, Paris 1530 (Digitalisierte Ausgabe der Universitäts- und Landesbibliothek Düsseldorf).
- De chorographia libri tres. Hrsg. von Carl Frick. Teubner, Leipzig 1880; Nachdruck: Teubner, Stuttgart 1968.
- Pomponii Melae De chorographia libri tres. Introduzione, edizione critica e commenta a cura de P. Parroni. Edizioni di Storia e Letteratura, Rom 1984.
- Kreuzfahrt durch die Alte Welt. Zweisprachige Ausgabe. Hrsg. von Kai Brodersen. Wissenschaftliche Buchgesellschaft, Darmstadt 1994, ISBN 3-534-12349-2.